# Clint Bajakian
Clint Bajakian (* 1963 in Concord (Massachusetts)) ist ein US-amerikanischer Komponist für Computerspiele.

## Leben
Bajakian besuchte das New England Conservatory of Music, wo er jeweils mit einem Bachelor of Arts in Klassischer Gitarre und Musiktheorie abschloss, und die University of Michigan, wo er einen Master of Arts in Komposition erwarb. Seit 1991 arbeitete er für LucasArts und komponierte dort für eine Reihe bekannter Spiele die Musik, die bei Spielern und Medien große Beachtung fand, so wählte die Zeitschrift Computer Gaming World den Soundtrack zum Western Ego-Shooter Outlaws, den auch Bajakian selbst in einem Interview als seinen Favoriten bezeichnete, zum besten des Jahres 1997.
2000 verließ Bajakian LucasArts und gründete mit Julian Kwasneski das Unternehmen „The Sound Department“, von wo er nun für verschiedene Firmen Musik komponierte, u. a. auch für seinen früheren Arbeitgeber LucasArts. Er war dort bis 2004 tätig und wechselte dann zu Sony, wo er die Position eines Senior Music Supervisors erhielt.

## Spiele und Filme für die Bajakian komponiert hat

### Spiele (Auszug)
- Monkey Island 2: LeChuck’s Revenge (1991)
- Indiana Jones and the Fate of Atlantis (1992)
- Sam and Max Hit the Road (1993)
- Day of the Tentacle (1993)
- Star Wars: Dark Forces (1994)
- Star Wars: TIE Fighter (1995)
- Outlaws (1997)
- Indiana Jones und der Turm von Babel (1999)
- Flucht von Monkey Island (2000)
- Indiana Jones und die Legende der Kaisergruft (2003)
- Unreal II: The Awakening (2003)
- The Bard’s Tale (2004)
- Syphon Filter: Dark Mirror (2006)
- Uncharted 3: Drake’s Deception (2012)
- Uncharted: Golden Abyss (2012)

### Filme
- The Upgrade (2000) (Kurzfilm)
- Panzehir – Gegengift (2014)